# Elecciones municipales de 2015 en la provincia de Albacete
Las Elecciones Municipales de 2015 en la provincia de Albacete se celebraron el 24 de mayo de 2015, junto con las elecciones a las Cortes de Castilla-La Mancha de 2015.

## Resultados electorales

### Resultados globales
| ← Elecciones municipales de 2015 en la provincia de Albacete → |         |           |            |            |
| Partido                                                        | Votos   | Variación | Porcentaje | Concejales |
| Participación                                                  | 220 904 | 10 948    | 72,13 %    | -          |
| Votos nulos                                                    | 5 031   | 1294      | 2,28 %     | -          |
| Voto en blanco                                                 | 4138    | 897       | 2,07 %     | -          |
| PP                                                             | 82 461  | 23 919    | 38,20 %    | 350        |
| PSOE                                                           | 75 197  | 11 518    | 34,83 %    | 364        |
| IU - Ganemos                                                   | 23 363  | 8958      | 10,82 %    | 49         |
| Cs                                                             | 15 355  | 15 355    | 7,11 %     | 10         |

### Resultados en los principales municipios
En la siguiente tabla se muestran los resultados electorales en los 20 municipios más habitados de la provincia de Albacete.
| Municipio                       | Municipio                                | Alcalde y gobierno saliente                                          | Partido | Votos  | %     | Concejales | +/- | Alcalde y gobierno electo                                                 |
| ------------------------------- | ---------------------------------------- | -------------------------------------------------------------------- | ------- | ------ | ----- | ---------- | --- | ------------------------------------------------------------------------- |
|                                 | Albacete 25 concejales                   | - Alcalde: Carmen Bayod (PP) - Gobierno municipal: PP                | PP      | 29 531 | 33,48 | 10         | 6   | - Alcalde: Javier Cuenca (PP) - Gobierno municipal: PP                    |
| PSOE                            | Albacete 25 concejales                   | - Alcalde: Carmen Bayod (PP) - Gobierno municipal: PP                | 23 944  | 27,31  | 8     | 2          |     | - Alcalde: Javier Cuenca (PP) - Gobierno municipal: PP                    |
| Ganemos Albacete                | Albacete 25 concejales                   | - Alcalde: Carmen Bayod (PP) - Gobierno municipal: PP                | 13446   | 15,34  | 5     | 4          |     | - Alcalde: Javier Cuenca (PP) - Gobierno municipal: PP                    |
| C’s                             | Albacete 25 concejales                   | - Alcalde: Carmen Bayod (PP) - Gobierno municipal: PP                | 11902   | 13,58  | 4     | 4          |     | - Alcalde: Javier Cuenca (PP) - Gobierno municipal: PP                    |
|                                 | Hellín 21 concejales                     | - Alcalde: Manuel Mínguez (PP) - Gobierno municipal: PP              | PSOE    | 4891   | 37,13 | 9          | 0   | - Alcalde: Ramón García Rodríguez (PSOE) - Gobierno municipal: PSOE       |
| PP                              | Hellín 21 concejales                     | - Alcalde: Manuel Mínguez (PP) - Gobierno municipal: PP              | 4441    | 33,71  | 8     | 2          |     | - Alcalde: Ramón García Rodríguez (PSOE) - Gobierno municipal: PSOE       |
| Ganemos Hellín                  | Hellín 21 concejales                     | - Alcalde: Manuel Mínguez (PP) - Gobierno municipal: PP              | 1293    | 9,82   | 2     | 0          |     | - Alcalde: Ramón García Rodríguez (PSOE) - Gobierno municipal: PSOE       |
| C’s                             | Hellín 21 concejales                     | - Alcalde: Manuel Mínguez (PP) - Gobierno municipal: PP              | 1213    | 9,21   | 2     | 2          |     | - Alcalde: Ramón García Rodríguez (PSOE) - Gobierno municipal: PSOE       |
|                                 | Villarrobledo 21 concejales              | - Alcalde: Valentín Bueno (PP) - Gobierno municipal: PP              | PP      | 5488   | 41,54 | 10         | 0   | - Alcalde: Alberto González García (PSOE) - Gobierno municipal: PSOE      |
| PSOE                            | Villarrobledo 21 concejales              | - Alcalde: Valentín Bueno (PP) - Gobierno municipal: PP              | 4576    | 34,64  | 9     | 0          |     | - Alcalde: Alberto González García (PSOE) - Gobierno municipal: PSOE      |
| Sí se puede Villarrobledo       | Villarrobledo 21 concejales              | - Alcalde: Valentín Bueno (PP) - Gobierno municipal: PP              | 1014    | 7,67   | 1     | 1          |     | - Alcalde: Alberto González García (PSOE) - Gobierno municipal: PSOE      |
| IU                              | Villarrobledo 21 concejales              | - Alcalde: Valentín Bueno (PP) - Gobierno municipal: PP              | 705     | 5,34   | 1     | 1          |     | - Alcalde: Alberto González García (PSOE) - Gobierno municipal: PSOE      |
|                                 | Almansa 21 concejales                    | - Alcalde: Francisco Núñez (PP) - Gobierno municipal: PP             | PP      | 6067   | 44,10 | 11         | 3   | - Alcalde: Francisco Núñez (PP) - Gobierno municipal: PP                  |
| PSOE                            | Almansa 21 concejales                    | - Alcalde: Francisco Núñez (PP) - Gobierno municipal: PP             | 4806    | 34,94  | 8     | 1          |     | - Alcalde: Francisco Núñez (PP) - Gobierno municipal: PP                  |
| IU                              | Almansa 21 concejales                    | - Alcalde: Francisco Núñez (PP) - Gobierno municipal: PP             | 1146    | 8,33   | 2     | 2          |     | - Alcalde: Francisco Núñez (PP) - Gobierno municipal: PP                  |
|                                 | La Roda 17 concejales                    | - Alcalde: Vicente Aroca (PP) - Gobierno municipal: PP               | PP      | 4046   | 51,07 | 9          | 1   | - Alcalde: Vicente Aroca (PP) - Gobierno municipal: PP                    |
| PSOE                            | La Roda 17 concejales                    | - Alcalde: Vicente Aroca (PP) - Gobierno municipal: PP               | 2384    | 30,09  | 5     | 1          |     | - Alcalde: Vicente Aroca (PP) - Gobierno municipal: PP                    |
| Ganemos La Roda                 | La Roda 17 concejales                    | - Alcalde: Vicente Aroca (PP) - Gobierno municipal: PP               | 1240    | 15,65  | 3     | 2          |     | - Alcalde: Vicente Aroca (PP) - Gobierno municipal: PP                    |
|                                 | Caudete 17 concejales                    | - Alcalde: José Miguel Mollá (PP) - Gobierno municipal: PP           | PP      | 2006   | 36,27 | 7          | 1   | - Alcalde: José Miguel Mollá (PP) - Gobierno municipal: PP                |
| PSOE                            | Caudete 17 concejales                    | - Alcalde: José Miguel Mollá (PP) - Gobierno municipal: PP           | 1681    | 30,39  | 5     | 3          |     | - Alcalde: José Miguel Mollá (PP) - Gobierno municipal: PP                |
| Ganemos Caudete                 | Caudete 17 concejales                    | - Alcalde: José Miguel Mollá (PP) - Gobierno municipal: PP           | 847     | 15,31  | 3     | 3          |     | - Alcalde: José Miguel Mollá (PP) - Gobierno municipal: PP                |
| Iniciativa Independiente        | Caudete 17 concejales                    | - Alcalde: José Miguel Mollá (PP) - Gobierno municipal: PP           | 330     | 5,97   | 1     | 1          |     | - Alcalde: José Miguel Mollá (PP) - Gobierno municipal: PP                |
| C’s                             | Caudete 17 concejales                    | - Alcalde: José Miguel Mollá (PP) - Gobierno municipal: PP           | 291     | 5,26   | 1     | 1          |     | - Alcalde: José Miguel Mollá (PP) - Gobierno municipal: PP                |
|                                 | Tobarra 13 concejales                    | - Alcalde: Manuel Valcárcel (PSOE) - Gobierno municipal: PSOE        | PP      | 1793   | 42,11 | 6          | 1   | - Alcalde: Pío Bernabéu (PP) - Gobierno municipal: PP                     |
| PSOE                            | Tobarra 13 concejales                    | - Alcalde: Manuel Valcárcel (PSOE) - Gobierno municipal: PSOE        | 1573    | 36,94  | 5     | 1          |     | - Alcalde: Pío Bernabéu (PP) - Gobierno municipal: PP                     |
| Plataforma Ciudadana de Tobarra | Tobarra 13 concejales                    | - Alcalde: Manuel Valcárcel (PSOE) - Gobierno municipal: PSOE        | 805     | 18,91  | 2     | 0          |     | - Alcalde: Pío Bernabéu (PP) - Gobierno municipal: PP                     |
|                                 | Tarazona de la Mancha 13 concejales      | - Alcalde: Juan Vicente Oltra (PP) - Gobierno municipal: PP          | PP      | 1541   | 42,50 | 6          | 1   | - Alcalde: Miguel Zamora (PSOE) - Gobierno municipal: PSOE                |
| PSOE                            | Tarazona de la Mancha 13 concejales      | - Alcalde: Juan Vicente Oltra (PP) - Gobierno municipal: PP          | 1149    | 31,69  | 4     | 0          |     | - Alcalde: Miguel Zamora (PSOE) - Gobierno municipal: PSOE                |
| Ganemos Tarazona de la Mancha   | Tarazona de la Mancha 13 concejales      | - Alcalde: Juan Vicente Oltra (PP) - Gobierno municipal: PP          | 703     | 19,39  | 3     | 1          |     | - Alcalde: Miguel Zamora (PSOE) - Gobierno municipal: PSOE                |
|                                 | Madrigueras 11 concejales                | - Alcalde: Juan Carlos Talavera (PSOE) - Gobierno municipal: PSOE    | PSOE    | 1156   | 37,77 | 5          | 1   | - Alcalde: Juan Carlos Talavera (PSOE) - Gobierno municipal: PSOE         |
| Ganemos Madrigueras             | Madrigueras 11 concejales                | - Alcalde: Juan Carlos Talavera (PSOE) - Gobierno municipal: PSOE    | 1151    | 37,60  | 4     | 1          |     | - Alcalde: Juan Carlos Talavera (PSOE) - Gobierno municipal: PSOE         |
| PP                              | Madrigueras 11 concejales                | - Alcalde: Juan Carlos Talavera (PSOE) - Gobierno municipal: PSOE    | 679     | 22,18  | 2     | 2          |     | - Alcalde: Juan Carlos Talavera (PSOE) - Gobierno municipal: PSOE         |
|                                 | Casas-Ibáñez 11 concejales               | - Alcalde: Carmen Navalón (PSOE) - Gobierno municipal: PSOE          | PP      | 1033   | 39,25 | 5          | 0   | - Alcalde: Carmen Navalón (PSOE) - Gobierno municipal: PSOE               |
| PSOE                            | Casas-Ibáñez 11 concejales               | - Alcalde: Carmen Navalón (PSOE) - Gobierno municipal: PSOE          | 1013    | 38,49  | 4     | 1          |     | - Alcalde: Carmen Navalón (PSOE) - Gobierno municipal: PSOE               |
| Ganemos Casas-Ibáñez            | Casas-Ibáñez 11 concejales               | - Alcalde: Carmen Navalón (PSOE) - Gobierno municipal: PSOE          | 525     | 19,95  | 2     | 1          |     | - Alcalde: Carmen Navalón (PSOE) - Gobierno municipal: PSOE               |
|                                 | Chinchilla de Monte-Aragón 11 concejales | - Alcalde: José Martínez Correoso (PSOE) - Gobierno municipal: PSOE  | PP      | 888    | 37,77 | 5          | 1   | - Alcalde: José Martínez Correoso (PSOE) - Gobierno municipal: PSOE       |
| PSOE                            | Chinchilla de Monte-Aragón 11 concejales | - Alcalde: José Martínez Correoso (PSOE) - Gobierno municipal: PSOE  | 626     | 26,63  | 3     | 3          |     | - Alcalde: José Martínez Correoso (PSOE) - Gobierno municipal: PSOE       |
| Ganemos Chinchilla              | Chinchilla de Monte-Aragón 11 concejales | - Alcalde: José Martínez Correoso (PSOE) - Gobierno municipal: PSOE  | 345     | 14,67  | 2     | 0          |     | - Alcalde: José Martínez Correoso (PSOE) - Gobierno municipal: PSOE       |
| C's                             | Chinchilla de Monte-Aragón 11 concejales | - Alcalde: José Martínez Correoso (PSOE) - Gobierno municipal: PSOE  | 337     | 14,33  | 1     | 1          |     | - Alcalde: José Martínez Correoso (PSOE) - Gobierno municipal: PSOE       |
|                                 | Villamalea 11 concejales                 | - Alcalde: Cecilio González Blasco (PSOE) - Gobierno municipal: PSOE | PP      | 807    | 35,13 | 4          | 0   | - Alcalde: Cecilio González Blasco (PSOE) - Gobierno municipal: PSOE      |
| PSOE                            | Villamalea 11 concejales                 | - Alcalde: Cecilio González Blasco (PSOE) - Gobierno municipal: PSOE | 797     | 34,70  | 4     | 0          |     | - Alcalde: Cecilio González Blasco (PSOE) - Gobierno municipal: PSOE      |
| Ganemos Villamalea              | Villamalea 11 concejales                 | - Alcalde: Cecilio González Blasco (PSOE) - Gobierno municipal: PSOE | 655     | 28,52  | 3     | 0          |     | - Alcalde: Cecilio González Blasco (PSOE) - Gobierno municipal: PSOE      |
|                                 | Elche de la Sierra 11 concejales         | - Alcalde: Asensio Moreno (PP) - Gobierno municipal: PP              | PSOE    | 1220   | 48,43 | 5          | 1   | - Alcalde: Felipe Cifuentes (ACES) - Gobierno municipal: ACES             |
| PP                              | Elche de la Sierra 11 concejales         | - Alcalde: Asensio Moreno (PP) - Gobierno municipal: PP              | 839     | 33,31  | 4     | 0          |     | - Alcalde: Felipe Cifuentes (ACES) - Gobierno municipal: ACES             |
| ACES                            | Elche de la Sierra 11 concejales         | - Alcalde: Asensio Moreno (PP) - Gobierno municipal: PP              | 432     | 17,15  | 2     | 1          |     | - Alcalde: Felipe Cifuentes (ACES) - Gobierno municipal: ACES             |
|                                 | Munera 11 concejales                     | - Alcalde: Pedro Pablo Sánchez Esteso (PP) - Gobierno municipal: PP  | PP      | 1003   | 42,45 | 5          | 1   | - Alcalde: Ángeles Martínez García (PP) - Gobierno municipal: PP          |
| PSOE                            | Munera 11 concejales                     | - Alcalde: Pedro Pablo Sánchez Esteso (PP) - Gobierno municipal: PP  | 899     | 38,04  | 4     | 1          |     | - Alcalde: Ángeles Martínez García (PP) - Gobierno municipal: PP          |
| Ganemos Munera                  | Munera 11 concejales                     | - Alcalde: Pedro Pablo Sánchez Esteso (PP) - Gobierno municipal: PP  | 425     | 17,99  | 2     | 2          |     | - Alcalde: Ángeles Martínez García (PP) - Gobierno municipal: PP          |
|                                 | El Bonillo 11 concejales                 | - Alcalde: Juan Gil (PSOE) - Gobierno municipal: PSOE                | PSOE    | 1212   | 59,35 | 7          | 0   | - Alcalde: Juan Gil (PSOE) - Gobierno municipal: PSOE                     |
| PP                              | El Bonillo 11 concejales                 | - Alcalde: Juan Gil (PSOE) - Gobierno municipal: PSOE                | 795     | 38,93  | 4     | 0          |     | - Alcalde: Juan Gil (PSOE) - Gobierno municipal: PSOE                     |
|                                 | Yeste 11 concejales                      | - Alcalde: Estíbaliz García (PSOE) - Gobierno municipal: PSOE        | PSOE    | 911    | 48,61 | 6          | 0   | - Alcalde: Cortes Buendía (PSOE) - Gobierno municipal: PSOE               |
| PP                              | Yeste 11 concejales                      | - Alcalde: Estíbaliz García (PSOE) - Gobierno municipal: PSOE        | 680     | 36,29  | 4     | 1          |     | - Alcalde: Cortes Buendía (PSOE) - Gobierno municipal: PSOE               |
| Yeste se mueve                  | Yeste 11 concejales                      | - Alcalde: Estíbaliz García (PSOE) - Gobierno municipal: PSOE        | 264     | 14,09  | 1     | 1          |     | - Alcalde: Cortes Buendía (PSOE) - Gobierno municipal: PSOE               |
|                                 | Pozo Cañada 11 concejales                | - Alcalde: Llanos Cortes (PP) - Gobierno municipal: PP               | PSOE    | 763    | 41,58 | 5          | 0   | - Alcalde: Francisco García Alcaraz (PSOE) - Gobierno municipal: PSOE     |
| PP                              | Pozo Cañada 11 concejales                | - Alcalde: Llanos Cortes (PP) - Gobierno municipal: PP               | 713     | 38,86  | 4     | 1          |     | - Alcalde: Francisco García Alcaraz (PSOE) - Gobierno municipal: PSOE     |
| Alternativa Pozo Cañada         | Pozo Cañada 11 concejales                | - Alcalde: Llanos Cortes (PP) - Gobierno municipal: PP               | 319     | 17,38  | 2     | 2          |     | - Alcalde: Francisco García Alcaraz (PSOE) - Gobierno municipal: PSOE     |
|                                 | Fuente-Álamo 11 concejales               | - Alcalde: Amparo Pérez Torres (PSOE) - Gobierno municipal: PSOE     | PSOE    | 977    | 61,25 | 7          | 1   | - Alcalde: Félix Torralba (PSOE) - Gobierno municipal: PSOE               |
| PP                              | Fuente-Álamo 11 concejales               | - Alcalde: Amparo Pérez Torres (PSOE) - Gobierno municipal: PSOE     | 598     | 37,49  | 4     | 1          |     | - Alcalde: Félix Torralba (PSOE) - Gobierno municipal: PSOE               |
|                                 | La Gineta 11 concejales                  | - Alcalde: Patricia Denia (PP) - Gobierno municipal: PP              | PSOE    | 856    | 55,62 | 6          | 1   | - Alcalde: Antonio Belmonte (PSOE) - Gobierno municipal: PSOE             |
| PP                              | La Gineta 11 concejales                  | - Alcalde: Patricia Denia (PP) - Gobierno municipal: PP              | 632     | 41,07  | 5     | 2          |     | - Alcalde: Antonio Belmonte (PSOE) - Gobierno municipal: PSOE             |
|                                 | Ossa de Montiel 11 concejales            | - Alcalde: María Luisa Clemot (PSOE) - Gobierno municipal: PSOE      | PP      | 680    | 41,54 | 5          | 0   | - Alcalde: Purificación Sánchez Vitoria (PSOE) - Gobierno municipal: PSOE |
| PSOE                            | Ossa de Montiel 11 concejales            | - Alcalde: María Luisa Clemot (PSOE) - Gobierno municipal: PSOE      | 620     | 37,87  | 4     | 1          |     | - Alcalde: Purificación Sánchez Vitoria (PSOE) - Gobierno municipal: PSOE |
| Ganemos Ossa de Montiel         | Ossa de Montiel 11 concejales            | - Alcalde: María Luisa Clemot (PSOE) - Gobierno municipal: PSOE      | 297     | 18,14  | 2     | 1          |     | - Alcalde: Purificación Sánchez Vitoria (PSOE) - Gobierno municipal: PSOE |